# Patrick Barré
Patrick Barré (* 12. April 1959 in Houilles) ist ein ehemaliger französischer Sprinter.
Er feierte den größten Erfolg seiner Karriere bei den Olympischen Spielen 1980 in Moskau mit der französischen 4-mal-100-Meter-Staffel. Gemeinsam mit Antoine Richard, seinem Zwillingsbruder Pascal Barré und Hermann Panzo gewann er in 38,53 s die Bronzemedaille hinter den Mannschaften aus der Sowjetunion und Polen.
Des Weiteren wurde er in der Staffel bei den Europameisterschaften 1978 in Prag Vierter und bei den Europameisterschaften 1982 in Athen Siebter. Außerdem belegte er in Athen den sechsten Platz im 200-Meter-Lauf. Bei den Europameisterschaften 1990 in Split startete er in der 4-mal-400-Meter-Staffel und erreichte mit der französischen Mannschaft den siebten Rang. Darüber hinaus wurde er 1981 französischer Meister über 200 Meter und 1988 im 400-Meter-Lauf.
Patrick Barré ist 1,72 m groß und wog zu seiner aktiven Zeit 63 kg.

## Bestleistungen
- 100 m: 10,45 s, 10. Juli 1984, Colombes (handgestoppt: 10,1 s, 10. August 1978, Montreal)
- 200 m: 20,60 s, 16. August 1981, Zagreb
- 400 m: 45,65 s, 24. Juli 1988, Font-Romeu-Odeillo-Via